# Viluppuram (distrikt)
Villupuram är ett distrikt i Indien.   Det ligger i delstaten Tamil Nadu, i den södra delen av landet, 1 900 km söder om huvudstaden New Delhi. Antalet invånare är 3 458 873. Arean är 7,2 kvadratkilometer.
Distriktet skapades 1993 genom att South Arcot District delades i Viluppuram och Cuddalore.
Terrängen i Villupuram är mycket platt.
Följande samhällen finns i Villupuram:
- Rishivandiyam
- Viluppuram
- Tindivanam
- Kallakkurichchi
- Tirukkoyilur
- Gingee
- Chinna Salem
- Marakkanam
- Ulundurpet
- Valavanur
- Vikravāndi
- Alagāpuram
- Manalūrpettai
- Kodukkūr
- Nangilickondan
- Auroville